# Elsa Neumann
Elsa Neumann (Berlín, 23 de agosto de 1872 – Berlín, 23 de julio de 1902) fue una física alemana. Primera mujer en obtener un doctorado en la Universidad Humboldt de Berlín en 1899, pionera en la investigación sobre aviación y defensora de la incorporación de las mujeres al mundo de la ciencia.

## Trayectoria
Fue la única en hacer estudios superiores de sus dos hermanas y cuatro hermanos, a pesar de negárseles el acceso a la educación superior a las mujeres. Hija de un banquero acomodado, en 1890 se graduó con un Lehrerinnenprüfung (diploma de profesorado), un grado que no requería de educación superior. Tomó clases particulares con varios profesores para adquirir conocimientos avanzados y las habilidades necesarias para estudios de nivel universitario. Desde 1894 estudió física, matemáticas, química, y filosofía durante nueve semestres en las Universidades de Berlín y Gotinga. Dado que las mujeres en Prusia tenían prohibido realizar estudios universitarios, Neumann tuvo que obtener permiso de cada profesor para asistir a sus clases. Los profesores de física Emil Warburg y Max Planck estaban entre sus apoyos más influyentes. En 1898 recibió especial aprobación del Ministerio de Educación para obtener un grado de doctorado. Se graduó ese mismo año con cum laude; la ceremonia de graduación se celebró el 18 de febrero de 1899, nueve años antes de que las mujeres fueran oficialmente aceptadas en los estudios superiores. Su trabajo Über die Polarisationskapazität umkehrbarer Elektroden ("En la capacidad de polarización de electrodos reversibles") se publicó en la prestigiosa revista Annalen der Physik en 1899. Cuando estudiaba en Gotinga sobrevivió a un accidente químico en el laboratorio donde salvó la vida a Otto Wallach (1847-1931), futuro Premio Nobel de Química.
Debido a las pobres perspectivas de trabajo en instituciones académicas para mujeres con doctorado, Neumann trabajó en un laboratorio químico privado y realizó sus investigaciones en los laboratorios de Arthur Rosenheim (1865-1942) y Richard Joseph Meyer (1865-1939) en Berlín. Fue pionera en la investigación sobre aviación, participando en un vuelo en un dirigible de Zeppelin en 1902.
Falleció el 23 de julio de 1902 a raíz de un accidente fatal ocurrido cuando realizaba experimentos con cianuro de hidrógeno en el laboratorio. Su muerte trágica se recogió en todos los periódicos de Berlín, que escribieron sobre su vida, su trágico destino y su funeral. Bajo la presión de la persecución nazi, a mediados de los años 30, su hermana se suicidó y sus cuatro hermanos perecieron en campos de exterminio.

## Legado
Elsa Neumann fue consciente de su posición única y privilegiada y defendió la educación superior para las mujeres en Prusia. A pesar de que (o quizás porque) provenía de una familia rica, reconocía que las mujeres necesitaban apoyo económico para su educación. Fue la fundadora, la primera presidenta, y más tarde miembro honoraria del Verein zur Gewährung zinsfreier Darlehen un studierende Frauen ("Asociación para conceder préstamos libres de interés a mujeres estudiantes"), fundada el 26 de abril de 1900.
Después de la muerte de Neumann, su madre estableció el Premio Elsa-Neumann-Preis, que se otorgaba cada año el 18 de febrero para la mejor disertación en matemáticas o física de la Universidad de Berlín, independientemente del género o religión de la persona autora. Los doce ganadores del premio de 1906 a 1918, sin embargo, fueron todos hombres. El físico nuclear Walther Bothe fue uno de los más conocidos ganadores del Premio Neumann. Después de 1918, el premio dejó de entregarse, debido a la inflación que siguió a la Primera Guerra Mundial.

## Reconocimientos
- En 1999 la Universidad Humboldt de Berlín recordó a su primera mujer graduada.[2]
- En 1999 se organizó un coloquio especial sobre física en la Universidad Humboldt en honor de Elsa Neumann.[2]
- En 2002 se celebró el segundo coloquio Elsa Neumann en la Universidad Humboldt.[2]
- En 2010 el Estado de Berlín estableció la beca Elsa-Neumann-Stipendium en su nombre para apoyar investigadores jóvenes.[4]